# Nonetheless
Nonetheless è il quindicesimo album in studio del duo musicale inglese Pet Shop Boys, pubblicato il 26 aprile 2024 da x2 e Parlophone.

## Tracce
Testi e musiche di Chris Lowe e Neil Tennant.

Edizione Standard
1. Loneliness – 5:38
2. Feel – 5:02
3. Why Am I Dancing? – 3:32
4. New London Boy – 4:52
5. Dancing Star – 3:01
6. A New Bohemia – 4:00
7. The Schlager Hit Parade – 3:28
8. The Secret of Happiness – 5:25
9. Bullet for Narcissus – 3:50
10. Love Is the Law – 5:02

Disco 2 (CD Edizione Deluxe) - Furthermore
1. Heart (New Version) – 3:57
2. Being Boring (New Version) – 5:52
3. Always on My Mind (New Version) – 4:20
4. It's a Sin (New Version) – 4:37